# Olăneasca, Brăila
Olăneasca este un sat în comuna Salcia Tudor din județul Brăila, Muntenia, România.